# 1995 UK6
1995 UK6 är en asteroid i huvudbältet som upptäcktes den 27 oktober 1995 av den japanska astronomen Takao Kobayashi vid Ōizumi-observatoriet.
Den tillhör asteroidgruppen Nysa.